# Jón Daði Böðvarsson
Jón Daði Böðvarsson (Selfoss, 25 de maio de 1992) é um futebolista profissional islandês que atua como meia, atualmente defende o Selfoss da Islândia.

## Carreira
Jón Daði Böðvarsson fez parte do elenco da Seleção Islandesa de Futebol da Eurocopa de 2016. Ele começou sua carreira UMF selfoss fez no total 108 jogos e 21 gols.Depois de 4 anos ele foi para o Viking nesse time ele fez 88 jogos e 18 gols.No seu 3 time que foi o Kaiserslautern que equivale a 3 divisão na Alemanha teve uma passagem muito discreta so fazendo 2 gols. Atualmente ele joga no Wolverhampton da 2 divisão da Inglaterra atualmente ele è reserva.